# Kostenremanenz
Unter Kostenremanenz (englisch cost stickiness) versteht man in der Betriebswirtschaftslehre das Verhalten der Kosten, die bei einem rückläufigen Beschäftigungsgrad nicht im gleichen Maße sinken, mit dem sie zuvor bei steigender Beschäftigung gestiegen sind. Remanente Kosten sind dann diejenigen Kosten, die sich nicht proportional zur Beschäftigung verhalten.

## Allgemeines
Das Problem der Kostenremanenz gehört in die Kostentheorie und wird bereits mindestens seit 1925 in der deutschsprachigen betriebswirtschaftlichen Literatur diskutiert. Wilhelm Hasenack beschäftigte sich in diesem Buch mit Trägheitserscheinungen der fixen Kosten im Bankbetrieb. Der eigentliche Begriff der Kostenremanenz wurde 1927 von Hans Brasch eingeführt, als er das Verhalten der „Unkosten“ (heute Gemeinkosten) untersuchte. Walther Busse von Colbe sah 1958 den Tatbestand, dass „kurzfristig bewegliche Kosten sich in ihrer Höhe an Änderungen des Beschäftigungsgrades des Betriebes nicht sofort, sondern erst mit einer zeitlichen Verzögerung anpassen“.

## Kostenfunktion
Im Verlauf der Jahre sind mithin zwei Entstehungsgründe herausgearbeitet worden. Einerseits tragen Fixkosten zur Remanenz bei, andererseits gehen diese Kosten erst mit einem Time lag zurück. Der Remanenzeffekt ist als Zusammenhang zwischen den betrieblichen Kosten und der Beschäftigung zu sehen und damit eine Kostenfunktion. Die Veränderung der Kosten ist von der Richtung der Beschäftigungsänderung abhängig.
Amerikanische Untersuchungen kommen zu der Erkenntnis, dass Vertriebs-, allgemeine Kosten und Verwaltungskosten („sales, general and administrative costs“) bei einer Umsatzsteigerung von 1 % um 0,55 % ansteigen, während sie bei einem 1%igen Umsatzrückgang lediglich um 0,35 % zurückgehen. Zu ähnlichen Ergebnissen gelangte eine Studie aus dem Jahre 2006, wonach die Betriebskosten („operating costs“) bei wiederum 1%igem Umsatzwachstum um 0,97 % stiegen, während sie beim entsprechenden Umsatzrückgang lediglich um 0,91 % abnahmen. Beide Studien beobachteten, dass die Kosten bei fallender Beschäftigung nicht proportional sinken, sondern unterproportional.
Das hängt damit zusammen, dass Fixkosten unabhängig von der Beschäftigung anfallen und deshalb keinen Beschäftigungsschwankungen unterliegen. Kostenremanenzen können nur durch mittelbar outputabhängige Kosten wie bei Betriebsstoffen oder völlig outputunabhängige Kosten entstehen. Deshalb ist der Fixkostenblock im Hinblick auf die Remanenz daraufhin zu untersuchen, ob und inwieweit er bei rückläufiger Beschäftigung durch unternehmerische Entscheidungen abgebaut werden kann. In Zeiten von Umsatzeinbrüchen und Absatzflauten ist es für einen Unternehmer schwer zu entscheiden, ob es sinnvoll ist, entstehende Überkapazitäten abzubauen, weil es sich um einen dauerhaften Einbruch des Absatzes handelt, oder ob es besser ist, die höheren Bereitschaftskosten zu tragen, um die Produktionsbereitschaft und Kapazität für evtl. spätere Boomphasen zu sichern. Remanenzen tauchen häufig im Zusammenhang mit einer Rezession auf und sind dann eine der Hauptursachen für Gewinnrückgänge oder sogar für Verluste.

## Ursachen
Die Ursachen von einer Kostenremanenz können vielfältiger Natur sein. Allgemein wird zwischen unternehmenspolitischen, personalpolitischen und rechtlichen Gründen unterschieden.

### Unternehmenspolitische Ursachen
Hierzu gehören das Aufrechterhalten einer höheren Kapazität (Betriebsbereitschaft) in der Erwartung einer kurzfristig sich verbessernden Beschäftigungslage, eine antizyklische Unternehmenspolitik und Prestigeaspekte. Außerdem kann ein Kapazitätsabbau, etwa durch Verkäufe von Gebäuden, nicht sofort durchgeführt werden.

### Personalpolitische Ursachen
Insbesondere kommen hier die Vermeidung von Entlassungen von Arbeitnehmern aus sozialen Gründen und aus der Befürchtung, später nicht sofort wieder Fachkräfte finden zu können, in Frage. Zudem kann die Personalorganisation nur begrenzt an Beschäftigungsschwankungen angepasst werden.

### Rechtliche Gründe
Die Arbeitnehmer werden durch Kündigungsschutzbestimmungen und Kündigungsfristen vor einer sofortigen Entlassung geschützt und müssen für eine bestimmte Zeit noch weiterbeschäftigt werden, obwohl der Beschäftigungsgrad bereits rückläufig ist; zudem sind betriebsverfassungsrechtliche Vorschriften zu beachten. Beschaffungs- und Kaufverträge etwa mit Lieferanten sind oft langfristiger Natur und können ebenfalls nicht sofort beendet werden.

## Sonstiges
- Mit Remanenzkosten werden bei der Liquidation eines Unternehmens auch die verbleibenden Kosten bezeichnet, die nicht sofort wegfallen. Gehen die Arbeitnehmer in eine staatliche geförderte Beschäftigungs- und Qualifizierungsgesellschaft über, gehören dazu etwa die Kosten für die Arbeitgeber- und Arbeitnehmerbeiträge zur Sozialversicherung und die Kosten für Entgeltzahlungen an Urlaubs- und Feiertagen.[8] Bei einer Insolvenz sind die Remanenzkosten aus der Insolvenzmasse zu bezahlen.[9]
- Der Begriff Remanenzkosten wird auch im Zusammenhang mit der Kurzarbeit verwendet. Bei Kurzarbeit sinken die Arbeitskosten für Beschäftigte in Kurzarbeit nicht proportional zu den fortfallenden Arbeitsstunden. Die dabei anfallenden remanenten Kosten werden von drei Kostenfaktoren beeinflusst:
  - Die tarifliche Aufstockung des Kurzarbeitergeldes zahlt der Arbeitgeber;
  - der Arbeitgeber trägt in den ersten sechs Monaten zu 50 % der Sozialversicherungsbeiträge;
  - weitere Entgeltbestandteile wie Weihnachts- und Urlaubsgeld bleiben in voller Höhe erhalten.

Geht ein Arbeitnehmer in Kurzarbeit, so verbleiben dem Arbeitgeber von den Lohnkosten pro Stunde Arbeitszeit 35 % Remanenzkosten, die nach 6 Monaten Kurzarbeit auf 24 % sinken, obwohl die Arbeitsstunde weggefallen ist.
- Im öffentlichen Sektor können Kostenremanenzen dadurch entstehen, dass öffentliche Infrastrukturen und die öffentliche Verwaltung nicht hinreichend schnell und nicht ausreichend an geringere Einwohnerzahlen angepasst werden oder angepasst werden können (kommunale Konversion). Dann führen Kostenremanenzen „zu steigenden öffentlichen Ausgaben, ohne die Versorgung der Bevölkerung mit öffentlichen Leistungen zu verbessern.“[10] Hierin warnt Helmut Seitz vor dem Effekt, dass Kosten bei einem Bevölkerungsrückgang aus wirtschaftlichen, sozialen, arbeitsorganisatorischen, arbeitsrechtlichen oder betriebspolitischen Gründen nicht sofort abgebaut werden können.